# 문경건
문경건(한국 한자: 文慶建, 1995년 2월 9일 ~ )은 대한민국의 축구 선수이다. 포지션은 골키퍼로 현재 오이타 트리니타 소속이다.

## 클럽 경력
광운대학교 축구부에 소속되어 있던 중 2017년 8월 3일 J2리그의 오이타 트리니타에 입단했다. 2018년 6월 6일 레노파 야마구치 FC와의 천황배 전일본 축구 선수권 대회 경기에서 프로 데뷔전을 가졌다.
2021시즌 앞두고 K리그1의 대구 FC로 이적했다.
2021시즌 여름이적시장 기간 중 대구 FC와 계약해지를 하였으며 이후 K리그2의 안산 그리너스와 계약을 맺었다.
2022시즌을 앞두고 제주 유나이티드로 이적하였다.